# Afrocelestis inanis
Afrocelestis inanis är en fjärilsart som beskrevs av László Anthony Gozmány. Afrocelestis inanis ingår i släktet Afrocelestis och familjen äkta malar. Inga underarter finns listade i Catalogue of Life.